# Prêt-à Porter (álbum)
Prêt-à Porter é o álbum de estreia da artista musical brasileira Preta Gil, lançado em 21 de agosto de 2003 pela gravadora Warner Music. Produzido por Antoine Midani, o disco traz composições da cantora Ana Carolina e também composições próprias. Musicalmente orientado para o samba-funk, com influências de MPB e axé music, Preta canta sobre o amor e regrava grandes clássicos de música brasileira, como "Espelhos d'Água" gravada originalmente por Patricia Marx em meados dos anos 1990. O projeto obteve análises mistas por parte da mídia especializada.

## Antecedentes e gravação
Após ser conhecida na mídia por ser filha do músico e ministro Gilberto Gil, Preta Gil começou sua carreira como produtora de vídeos musicais, nas produtoras Conspiração e Dueto, onde criou videoclipes para cantoras como Ivete Sangalo e Ana Carolina e dirigiu materiais de grupos como KLB e SNZ, tendo papel fundamental na popularização do formato no Brasil. Seus trabalhos incluem ainda produções como "Criança", de Marina Lima, sua prima por parte de mãe. Em junho de 2002, Gil e sua pequena banda de amigos organizaram 2 concertos no bar Mistura Fina, no Rio de Janeiro, aonde após sair do palco decidiu se tornar cantora.
Em entrevista para a MTV Brasil ela comentou sobre esse momento: "Essa história do show é legal, porque de repente você vira para sua família e amigos e fala: 'Eu vou mudar, vou ser cantora!'. Todo mundo fica meio assustado. 'Como assim você vai trocar o certo pelo duvidoso?'. Daí eu falei: 'Tá bom, gente. Fiquem calmos'". Após reunir alguns músicos, ela gravou um disco demo, ganhando o interesse da Warner, que lhe ofereceu um contrato de gravação. Ela passou desde então a entrar em contato com uma gama de instrumentistas e conseguiu o estúdio da cantora Ivete Sangalo, localizado no Rio de Janeiro, emprestado por dois meses. Para construir as canções, a cantora levou todos os seus CDs para o estúdio e acabou compondo apenas uma das faixas do álbum. Gil detalhou o processo para a MTV Brasil: "Em janeiro desse ano eu já estava em estúdio fazendo o disco com umas 30, 40 músicas. Acabamos gravando 16 e, dessas que a gente gravou, 13 ficaram no disco. É um disco bem autoral no sentido de ter a cara da galera que eu chamei e acredito como novos talentos na música, na composição, aquela coisa musical do suíngue".

### Título e encarte
A capa do álbum, na qual Gil aparece nua, fotografada por Vania Toledo, teve muita repercussão. A ideia era que as imagens simbolizassem o seu renascer como artista, mas acabou dando o que falar para além do seu significado, em entrevista para Forbes, anos mais tarde, ela revelou: "Me chamavam mais para entrevistas do que para cantar", contando, por vezes, havia mais interesse em saber o que o pai dela achou das fotos do disco, do que da música em si. "Eu costumo dizer que eu era a Preta no mundinho da Tropicália, achava que as pessoas eram que nem a minha família – o mundo não era assim". De acordo com a cantora, seu pai, Gilberto Gil, teria dito sobre as imagens: "Ele só disse ´Precisava, minha filha?". Ao ser perguntando sobre sua opinião, durante uma entrevista para ISTOÉ Gente, Gilberto Gil considerou que "essa era uma especialidade feminista" da filha. Para ele, "ela está fazendo a política das gordinhas, das rechonchudas. Está reivindicando vaidade, auto-estima, reconhecimento da sua própria beleza que não é convencional. Acho generoso e até engenhoso da parte dela". O título do disco, uma referência a expressão "prêt-à-porter", foi escolhido porque para Gil representa "muito isso de estar pronta para vestir mesmo, de estar nua, desnuda, renascendo e construindo uma vida nova já com 29 anos. Não sou mais garota. É um recomeço mesmo". O disco chegou às lojas em 21 de agosto de 2003.

## Recepção da crítica
| Críticas profissionais | Críticas profissionais |
| Avaliações da crítica  | Avaliações da crítica  |
| Fonte                  | Avaliação              |
| ---------------------- | ---------------------- |
| O Globo                | Mista                  |
| Correio Braziliense    | [ 9 ]                  |
| ISTOÉ Gente            | [ 10 ]                 |
| Tribuna da Imprensa    | [ 9 ]                  |

Prêt-à Porter obteve análises mistas por parte dos críticos especializados. Antonio Farinaci, do Universo Online, sentiu que "Prêt-à Porter carece mesmo de relevância musical, alguma novidade, estranheza ou beleza especial. Falta convicção à voz de Preta Gil, que, sem cor própria, compete em desvantagem com o peso dos arranjos. Em seus melhores momentos, chega a lembrar Baby Consuelo — como em "Táxi pra Bahia" ou "Mal de Amar" —, mas na maior parte do disco soa embaçada e impessoal". Bruno Porto, do jornal O Globo, analisou que "a parte musical, se não chega a
comprometer — até pela competência de instrumentistas como Pedro Baby, na guitarra, e Donatinho, nos teclados — tampouco brilha: as músicas seguem uma previsível tendência funk-baiana, com eventuais refrães "ô-ô-ô" e outros clichês". No entanto, para o crítico, "falta aparar algumas arestas,
como conter um timbre eventualmente rascante e uma ligeira tendência a exagerar nos vibratos, mas, para um disco de estreia, a performance da cantora é satisfatória".
Emitindo duas estrelas de quatro, Sérgio Maggio, escritor do Correio Braziliense, opina sobre o fato da artista ter se cercado de amigos pessoais na produção de Prêt-à Porter, comentando que "o álbum que tem uma unidade musical impressionante, perde a ousadia se limitando a experiência estética do mesmo grupo. O que da a impressão de repetição em algumas faixas do álbum". O editor Mauro Ferreira, da ISTOÉ Gente, deu a mesma atribuição ao registro. Ele comenta o encarte: "Não era preciso tal apelação para chamar atenção para o disco. Apesar de ter voz titubeante, Preta mostra personalidade como cantora. Em vez de pedir músicas para seu pai, ou para algum medalhão como Caetano Veloso, ela preferiu investir em jovens compositores da Bahia". O profissional opina que "há bons momentos, como o sambaxé "Baianinha", a regravação de "Táxi pra Bahia" e "Arrepio de Carnaval". Já "Sinais  de Fogo", pede voz mais experiente. De constrangedor mesmo, há apenas 'Espelhos d'Água'", pois, em sua opinião, a cantora "funciona melhor quando investe no suingue baiano". Escrevendo para o jornal Tribuna da Imprensa, Mônica Loureiro concedeu duas de quatro estrelas para o disco. Ela avaliou que o mesmo não continha novidades em sua sonoridade, a qual considerou apenas "tecnicamente correta". Sobre a repercussão de seu encarte, a jornalista analisou "que se isso foi para chocar ou aparecer, é apenas uma opção dela. Será que alguém questionaria se ela estivesse dentro dos padrões de magreza branca?".

## Alinhamento das faixas
Todas as faixas produzidas por Antoine Midani.
| N.º | Título                | Compositor(es)                                                      | Duração |  |
| 1.  | "Andaraí"             | Betão Aguiar · Pedro Baby · Davi Moraes                             | 3:48    |  |
| 2.  | "Sinais de Fogo"      | Ana Carolina · Totonho Villeroy                                     | 3:36    |  |
| 3.  | "Magnético"           | Ari Moraes · Fefê Gurman                                            | 4:01    |  |
| 4.  | "De Toda Maneira"     | Eddy Wesley · Zeca Nonato · Gerson Jorge                            | 3:43    |  |
| 5.  | "Baianinha"           | Davi Moraes · Peu Meurrahy · Leonardo Reis · Raff Mirarchi · Aguiar | 4:14    |  |
| 6.  | "Mal de Amar"         | Pedro Baby · Aguiar · Gil Oliveira · Preta Gil                      | 3:30    |  |
| 7.  | "Vestido Vermelho"    | Leonardo · Rose Alvaia · Tito Bahiense                              | 4:10    |  |
| 8.  | "Arrepio de Carnaval" | Baby · Aguiar · Fefê Gurman                                         | 3:49    |  |
| 9.  | "O Bonde"             | Ari · Gurman                                                        | 4:10    |  |
| 10. | "Precisando de Amor"  | Meurrahy                                                            | 4:17    |  |
| 11. | "5 Horas"             | Reis · Jurandy Costa · Mirarchi                                     | 4:08    |  |
| 12. | "Táxi Pra Bahia"      | Hyldon de Souza                                                     | 3:25    |  |
| 13. | "Espelhos d'Água"     | Dalto · Claudio Rabello                                             | 3:52    |  |